# Helicosalpa virgula
Helicosalpa virgula är en ryggsträngsdjursart som först beskrevs av Vogt 1854.  Helicosalpa virgula ingår i släktet Helicosalpa och familjen bandsalper. Inga underarter finns listade i Catalogue of Life.